# 1782
1782 (MDCCLXXXII) a fost un an obișnuit al calendarului gregorian, care a început într-o zi de luni.

## Arte, știință, literatură și filozofie
- Sibiu - Franz Joseph Müller a descoperit elementul chimic telur.

## Nașteri
- 20 ianuarie: Arhiducele Ioan de Austria (d. 1859)
- 29 ianuarie: Daniel-François-Esprit Auber, compozitor și pedagog francez (d. 1871)
- 18 martie: John C. Calhoun, politician american (d. 1850)
- 25 martie: Caroline Bonaparte (n. Maria Annunziata Carolina Bonaparte), regină a Neapolelui și a Siciliei, sora lui Napoleon I (d. 1839)
- 26 aprilie: Maria Amalia a celor Două Sicilii, regină a Franței (d. 1866)
- 6 iulie: Maria Louisa a Spaniei, regină a Etruriei (d. 1824)
- 14 iulie: Arhiducele Maximilian de Austria–Este (d. 1863)
- 7 septembrie: Maria de Baden, ducesă de Brunswick-Wolfenbüttel (d. 1808)
- 16 septembrie: Împăratul Daoguang al Chinei (d. 1850)
- 27 octombrie: Niccolò Paganini, violonist, violist, chitarist și compozitor italian (d. 1840)
- 1 noiembrie: Frederick John Robinson, prim-ministru al Marii Britanii (d. 1859)
- 5 decembrie: Martin Van Buren, politician american, al 8-lea președinte al Statelor Unite (d. 1862)

## Decese
- 16 iulie: Louisa Ulrika a Prusiei, 61 ani, soția regelui Adolf Frederick al Suediei (n. 1720)